# Christiane Gerboth-Jörges
Christiane Gerboth-Jörges, geborene Gerboth, (* 2. März 1966 in Wippra) ist eine deutsche Journalistin, Fernsehmoderatorin und Nachrichtensprecherin.

## Leben und Wirken
Die als Tochter eines Pfarrers geborene Gerboth war nach einem Studium der Pädagogik von 1990 bis 1991 Sprecherin der Nachrichtensendung Aktuell beim Deutschen Fernsehfunk (DFF) und dem Rundfunksender Deutschlandsender Kultur (DS Kultur). Ab 1991, mit Unterbrechung von 1994 bis 1996, war sie fast 20 Jahre lang Moderatorin der ProSieben Nachrichten bzw. von Newstime. 2011 übernahm Laura Dünnwald ihre Nachfolge. Dazwischen war sie mit Jan Hofer und Peter Stefan Herbst Gastgeberin der Talkshow Riverboat im MDR. Seit Oktober 1998 präsentierte sie das bis 2009 ausgestrahlte Infomagazin Focus TV auf ProSieben. Auch moderierte sie Nachrichten bei N24, einem Sender von ProSiebenSat.1. Heute ist sie Chefin vom Dienst und Betriebsrätin beim Fernsehsender Welt (früher N24).
Von 1994 bis 1998 war sie mit Peter Kunz, dem damaligen Leiter des ZDF-Studios Nairobi, verheiratet. Seit 2008 ist sie mit Hans-Ulrich Jörges verheiratet.

## Auszeichnungen
- 1998 Telestar Förderpreis Moderation[8]